# سيسوك نا شامباساك
الأمير سيسوك نا شامباساك (بالإنجليزية: Sisouk na Champassak)‏ (ولد في 28 مارس 1928 في باكسي في شامباساك في لاوس – ومات في 10 مايو 1985 في سانتا أنا في كاليفورنيا في الولايات المتحدة) كان الابن الأكبر لتشاو بونسواني نا شامباساك، والذي كان بدوره الابن الأكبر لآخر ملوك شامباساك وهو تشاو راتساداني.

## حياته
كان سيسوك من أفراد عائلة نا شامباساك الملكية. وخدم أمين عاماً للحكومة الملكية في مملكة لاوس. وهو مؤلف كتاب «عاصفة على لاوس» وهو كتاب باللغة الإنجليزية عن لاوس في الحرب العالمية الثانية حتى عام 1961.
كما كان وزيراً للمالية ووزيراً للدفاع في الحكومة الملكية اللاوسية قبل 1975. وبعد الهرب من لاوس في مايو 1975 حين سقطت البلاد في حكم تنظيم الباثيت لاو الشيوعي، هاجر إلى أولاً إلى فرنسا.

## المعارضة في الخارج
وأصبح في عام 1981 زعيماً بارزاً لمعارضة ضد الحكومة الشيوعية في لاوس، بجانب الجنرال فانغ باو.

## وفاته
ومات في بيت فانغ باو في سانتا أنا في ولاية كاليفورنيا في الولايات المتحدة الأمريكية.